# Dansk Melodi Grand Prix 2010
Der 40. Dansk Melodi Grand Prix fand am 6. Februar 2010 im Gigantium in Aalborg statt und war der dänische Vorentscheid für den Eurovision Song Contest 2010 in Oslo (Norwegen). Das Dou Chanée & N’Evergreen gewann mit ihrem Lied In a Moment Like This. Sie erreichten den vierten Platz im Finale und damit die beste Platzierung seit 2001.

## Format

### Konzept
Am 27. August 2009 gab DR Details für den Vorentscheid 2010 bekannt. Zehn Titel nahmen an der Austragung am 6. Februar im Gigantium in Aalborg teil. Sechs Titel wurden durch eine interne Jury aus eingereichten Beiträgen ausgewählt. Sie wurden durch vier Teilnehmer ergänzt, die vom Veranstalter eingeladen wurden. 562 Songwriter reichten ihre Beiträge bis zum Stichtag 5. Oktober ein. Darunter war auch ein Stück von DQ, der bereits 2007 Dänemark beim ESC vertrat, sich dort aber nicht für das Finale qualifizieren konnte. Der Radiosender gab die zehn Teilnehmer am 12. Januar 2010 bekannt.
Dabei waren nun doch sieben Stücke aus den eingereichten und die drei Wildcards Bryan Rice, Kaya Brüel und die Girlband Sukkerchok.
Durch die Show führten Felix Smith und Julie Berthelsen; sie wurden durch Jørgen de Mylius und Keld Heick unterstützt, die näher bei den Wettbewerbern waren und hinter die Kulissen des Eurovision Song Contest führten.
Am 13. Januar wurde durch Jan Lagermand Lundme bekannt, dass Zindy Laursen eine Einladung zum Wettbewerb erhielt, ihren selbstgeschriebenen Titel All About Me aufzuführen. Sie zog sich jedoch innerhalb der letzten 24 Stunden vor der Vorstellung der Teilnehmer zurück und es wurde aus den Einreichungen MariaMatilde Band’s Lied "Panik!" als Ersatz ausgewählt.

## Teilnehmer

### Finale
| Startnr. | Interpret            | Lied Musik (M) und Text (T)                                                                             | Sprache  | Übersetzung (Inoffiziell)      |
| -------- | -------------------- | --- | -------- | ------------------------------ |
| 01       | Bryan Rice           | Breathing M/T: Peter Bjørnskov                                                                          | Englisch | Atmen                          |
| 02       | Joakim Tranberg      | All About a Girl M/T: Lars Halvor Jensen, Martin Michael Larsson, Ronan Keating                         | Englisch | Alles über ein Mädchen         |
| 03       | MariaMatilde Band    | Panik! M/T: Maria Sejer, Matilde Kühl, Mads Haugaard, Marcus Winther-John                               | Englisch | Panik!                         |
| 04       | Simone               | How Will I Know M: Jacob Launbjerg; T: Andreas Mørck                                                    | Englisch | Wie sollte ich wissen          |
| 05       | Jens Marni           | Gloria M/T: Svend Gudiksen, Johannes Jørgensen, Noam Halby                                              | Englisch | –                              |
| 06       | Chanée & N’Evergreen | In a Moment Like This M: Thomas G:son, Henrik Sethsson, Erik Bernholm; T: Thomas G:son, Henrik Sethsson | Englisch | In einem Augenblick wie diesem |
| 07 1     | Kaya Brüel           | Only Tonight M/T: Kaya Brüel                                                                            | Englisch | Nur heute Nacht                |
| 08       | Thomas Barsøe        | Just Like Rain M/T: Patrick Jonsson, Joakim Övrenius, Thomas Karlsson, Thomas Barsøe                    | Englisch | Wie Regen                      |
| 09 1     | Sukkerchok           | Kæmper for kærlighed M/T: Lasse Lindorff, Martin Michael Larsson, Lise Cabble                           | Dänisch  | Für die Liebe kämpfen          |
| 10       | Silas & Kat          | Come Come Run Away M/T: Lise Cabble, Simon Munk                                                         | Englisch | Komm, komm lauf weg            |

 Kandidat hat sich für K.O.-Runde qualifiziert.

### K.O.-Runde
In der zweiten Runde des Votings, traten die vier Qualifikanten paarweise gegeneinander an, so dass zwei Siegertitel ins Finale gelangten. Der Gewinner des Dansk Melodi Grand Prix 2010 In a Moment Like This vorgetragen von Chanée & N’Evergreen nahm am Eurovision Song Contest 2010 teil.
|  | K.O.-Runde                                   |                        |  | Superfinale |
|  |                                              |                        |  |             |
|  | Simone – How Will I Know                     |                        |  |             |
|  |                                              |                        |  |             |
|  | Chanée & N’Evergreen – In a Moment Like This |                        |  |             |
|  | Chanée & N’Evergreen – In a Moment Like This |                        |  |             |
|  |                                              |                        |  |             |
|  |                                              | Bryan Rice – Breathing |  |             |
|  | Silas and Kat – Come Come Run Away           |                        |  |             |
|  |                                              |                        |  |             |
|  | Bryan Rice – Breathing                       |                        |  |             |